# What We Did on Our Holidays
| Recensione       | Giudizio      |
| ---------------- | ------------- |
| AllMusic         | [ 1 ]         |
| Robert Christgau | A-            |
| Pitchfork        | [ 3 ]         |
| Piero Scaruffi   | [ 4 ]         |
| Sputnikmusic     | 3.9 excellent |

What We Did on Our Holidays è il secondo album dei Fairport Convention pubblicato nel gennaio del 1969.
È il primo album in cui appare la voce di Sandy Denny.
Negli Stati Uniti l'album fu pubblicato dalla A&M Records, con la stessa scaletta, ma con diversa copertina e il titolo Fairport Convention.

## Tracce
Lato A
1. Fotheringay – 3:03 (Sandy Denny)
2. Mr. Lacey – 2:50 (Ashley Hutchings)
3. Book Song – 3:12 (Richard Thompson, Iain Matthews)
4. The Lord Is in This Place...How Dreadful Is This Place? – 1:50 (Richard Thompson, Ashley Hutchings, Sandy Denny)
5. No Man's Land – 2:23 (Richard Thompson)
6. I'll Keep It with Mine – 5:50 (Bob Dylan)

Durata totale: 19:08
Lato B
1. Eastern Rain – 3:36 (Joni Mitchell)
2. Nottamun Town – 3:07 (Tradizionale, arrangiamento: Fairport Convention)
3. Tale in Hard Time – 3:24 (Richard Thompson)
4. She Moves Through the Fair – 4:09 (Tradizionale, arrangiamento: Fairport Convention)
5. Meet on the Ledge – 2:49 (Richard Thompson)
6. End of a Holiday – 1:06 (Simon Nicol)

Durata totale: 18:11
Edizione CD del 2003, pubblicato dalla Island Remasters (IMCD 294)
1. Fotheringay – 3:04 (Sandy Denny)
2. Mr. Lacey – 2:52 (Ashley Hutchings)
3. Book Song – 3:13 (Ian Matthews, Richard Thompson)
4. The Lord Is in This Place, How Dreadful Is This Place? – 1:58 (Ashley Hutchings, Richard Thompson, Sandy Denny)
5. No Man's Land – 2:29 (Richard Thompson)
6. I'll Keep It with Mine – 5:53 (Bob Dylan)
7. Eastern Rain – 3:35 (Joni Mitchell)
8. Nottamun Town – 3:10 (Tradizionale, arrangiamento: Fairport Convention)
9. Tale in Hard Time – 3:26 (Richard Thompson)
10. She Moves Through the Fair – 4:11 (Tradizionale, arrangiamento: Fairport Convention)
11. Meet on the Ledge – 2:49 (Richard Thompson)
12. End of a Holiday – 1:07 (Simon Nicol)
13. Throwaway Street Puzzle – 3:26 (Ashley Hutchings, Richard Thompson) – Bonus Track - Lato B del singolo Meet on the Ledge
14. You're Gonna Need My Help – 4:07 (McKinley Morganfield) – Bonus Track - Registrazione live del programma radio della BBC Symonds on Sunday del 9 febbraio 1969
15. Some Sweet Day – 2:32 (Felice and Boudleaux Bryant) – Bonus Track - Brano registrato per un singolo mai realizzato

Durata totale: 47:52

## Formazione
- Sandy Denny (Alexandra Elene MacLean Denny) - voce solista, chitarra, organo, pianoforte, clavicembalo
- Ian M. Matthews - voce solista, congas
- Richard Thompson - voce solista, chitarra, pianoforte, accordion
- Richard Thompson - chitarra slide (brano: You're Gonna Need My Help)
- Simon Nicol - chitarra, autoharp elettrico, dulcimer elettrico, cori
- Ashley S. Hutchings - basso, cori
- Martin Lamble - batteria, percussioni, violino, tabla

Ospiti:
- Clare Lowther - violoncello (brano: Book Song)
- Prof. Bruce Lacey & his robots (brano: Mr. Lacey)
- Peter Ross - armonica (brano: Throwaway Street Puzzle)
- Andrew Horvitch - cori (brano: Meet on the Ledge)
- Kingsley Abbott - monetine (brano: The Lord Is in This Place, How Dreadful Is This Place?)
- Kingsley Abbott - cori (brano: Meet on the Ledge)
- Marc Ellington - cori (brano: Meet on the Ledge)
- Paul Ghosh - cori (brano: Meet on the Ledge)[6]

Note aggiuntive:
- Joe Boyd - produttore (Witchseason Productions Ltd., London)
- John Walters - produttore (brano: You're Gonna Need My Help)
- Registrazioni effettuate al Sound Techniques ed al Olympic Studio N.1 ad eccezione del brano: #4 registrato al St. Peter's Westbourne Grove di Londra, Inghilterra
- Periodo della registrazione: giugno-ottobre 1969[6]
- John Wood - ingegnere della registrazione
- Tony Wilson - ingegnere della registrazione (solo brano: You're Gonna Need My Help)
- Richard Bennett Zett - fotografie
- Disegno fronte copertina di Sandy Denny
- Annie Brown - fotografia fronte copertina[7]